# Hinckange
Hinckange (fràncic lorenès Hänking) és un municipi francès situat al departament del Mosel·la i a la regió del Gran Est. L'any 2007 tenia 292 habitants.

## Demografia

### Població
El 2007 la població de fet de Hinckange era de 292 persones. Hi havia 92 famílies, de les quals 12 eren unipersonals (8 homes vivint sols i 4 dones vivint soles), 24 parelles sense fills, 52 parelles amb fills i 4 famílies monoparentals amb fills.
La població ha evolucionat segons el següent gràfic:
Habitants censats

### Habitatges
El 2007 hi havia 108 habitatges, 98 eren l'habitatge principal de la família, 3 eren segones residències i 8 estaven desocupats. 99 eren cases i 9 eren apartaments. Dels 98 habitatges principals, 88 estaven ocupats pels seus propietaris i 10 estaven llogats i ocupats pels llogaters; 4 tenien dues cambres, 6 en tenien tres, 14 en tenien quatre i 74 en tenien cinc o més. 85 habitatges disposaven pel capbaix d'una plaça de pàrquing. A 33 habitatges hi havia un automòbil i a 59 n'hi havia dos o més.

### Piràmide de població
La piràmide de població per edats i sexe el 2009 era:
| Homes | Edats   | Dones |
| ----- | ------- | ----- |
| 0     | 95 o +  | 0     |
| 4     | 90 a 94 | 0     |
| 4     | 85 a 89 | 8     |
| 0     | 80 a 84 | 4     |
| 0     | 75 a 79 | 0     |
| 8     | 70 a 74 | 4     |
| 0     | 65 a 69 | 4     |
| 8     | 60 a 64 | 4     |
| 4     | 55 a 59 | 4     |
| 12    | 50 a 54 | 12    |
| 4     | 45 a 49 | 4     |
| 12    | 40 a 44 | 8     |
| 16    | 35 a 39 | 8     |
| 16    | 30 a 34 | 12    |
| 12    | 25 a 29 | 12    |
| 4     | 20 a 24 | 0     |
| 4     | 15 a 19 | 8     |
| 12    | 10 a 14 | 20    |
| 8     | 5 a 9   | 8     |
| 16    | 0 a 4   | 4     |

## Economia
El 2007 la població en edat de treballar era de 201 persones, 138 eren actives i 63 eren inactives. De les 138 persones actives 126 estaven ocupades (76 homes i 50 dones) i 12 estaven aturades (2 homes i 10 dones). De les 63 persones inactives 20 estaven jubilades, 21 estaven estudiant i 22 estaven classificades com a «altres inactius».

### Ingressos
El 2009 a Hinckange hi havia 101 unitats fiscals que integraven 304,5 persones, la mediana anual d'ingressos fiscals per persona era de 16.695 €.

### Activitats econòmiques
Dels 6 establiments que hi havia el 2007, 1 era d'una empresa de construcció, 1 d'una empresa de comerç i reparació d'automòbils i 4 d'entitats de l'administració pública.
L'any 2000 a Hinckange hi havia 7 explotacions agrícoles.

## Equipaments sanitaris i escolars
El 2009 hi havia una escola elemental.

## Poblacions més properes
El següent diagrama mostra les poblacions més properes.